# Касимов

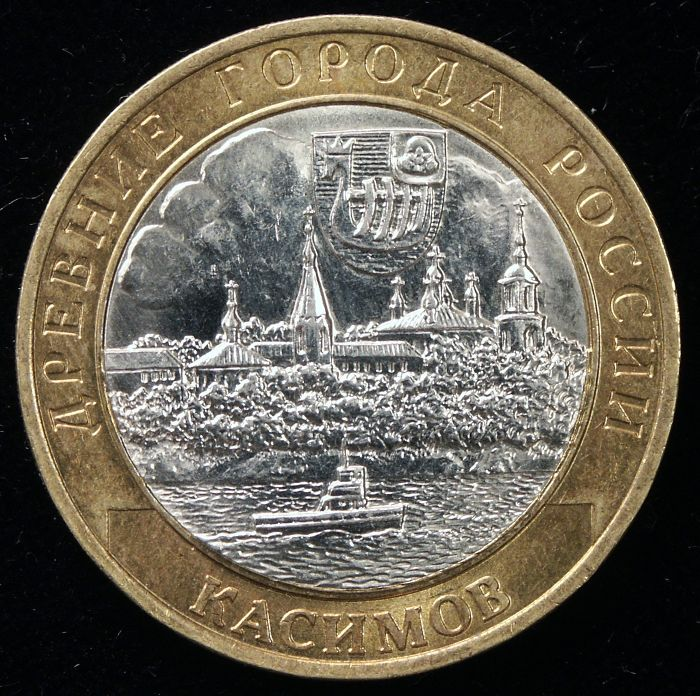
10 рублів 2003 р.
із зображенням міста

Каси́мов (рос. Каси́мов, тат. Касыйм, раніше тат. Ханкирмән) — місто в Рязанській області Росії, адміністративний центр Касимовського району. Розташоване на лівому березі річки Оки.

## Історія
Першими людьми, заселившими ці землі, було фінське плем'я мещера, що пізніше асимілювалось росіянами та татарами.

### Ґородець-Мещерський
Місто було засноване в 1152 Юрієм Долгоруким, князем Владимирським і Суздальським, та отримало назву Ґородець, потім Ґородець-Мещерський. В цей час місто слугувало прикордонною фортецею Владимиро-Суздальського князівства. В 1376 місто було зруйноване монголо-татарами, але в короткому часі неподалік від старого міста було відбудоване як Нове Низове Місто.
Після битви за Суздаль в 1445, під час якої було ув'язнено Великого князя Московського Василя II Темного, землі міста було передано Москвою як викуп за його життя хану Казанського ханства.

### Касимовське ханство
В 1452 р. московський князь Василь Васильович передав місто казанському царевичу Касим-хану (сину першого Казанського хана Улуг-Мухаммеда), що, за деякими відомостями, втік разом із своїм братом Юсуфом до Москви після того, як програв боротьбу за трон іншому братові, Махмуду. Під назвою Касимов після 1471 року стає столицею Касимовського ханства, що існувало на правах васала Московського великого князівства та Московського царства.
За поширеною версією російських істориков, ханство не мало політичної самостійності (хана призначала Москва та вона ж його відкликала), у той час як фактичним правителем був воєвода. Проте це питання залишається дискусійним. Зокрема, подібне трактування нівелює хоча б той факт, що Московське князівство сплачувало Касимовському хану данину (рос. «выход») протягом всієї першої половини XVI століття.
Один з ханів, Симеон Бекбулатович, прямий нащадок Чингіз-хана, був похрещений і проголошений Великим князем Москви 1574 та вінчався на Московське царство.
Місто залишалось столицею Касимовського ханства до його інтеграції (через анексію) до Московського царства 1681 року.

### Розподіл міста
В XVII столітті Касимов поділявся на три частини: Татарська слобода і Старий Посад — перебували під юрисдикцією хана; Ямська слобода була безпосередньо підпорядкована Москві, решта міста, включаючи Марфину слободу, управлялась касимівським воєводою. 12 грудня 1796 року Касимське намісництво було передане до складу Рязанської губернії. 

## Сучасна історія
У першій половині XIX ст. в місті стала розвиватися промисловість, яка основувалася на місцевих промислах, широко розвинених в повіті. В кінці XIX століття Касимов стає досить великим торгово-промисловим містом.
У 1937 році утворена Рязанська область, до складу якої був включений і Касимовський район.

## «Золота лихоманка»
У 1991 році в Касимові було відкрито підприємство з обробки дорогоцінних металів — Пріокський завод кольорових металів, в тому ж році він дав першу плавку золота. Від подібних підприємств в Новосибірську, Красноярську і Щолково його відрізняли не тільки великі обсяги виробництва, а й найпотужніша система охорони — охороною займався цілий батальйон внутрішніх військ. У 1992 році в Касимові стали зникати люди. Деяких з них знаходили в навколишніх лісах зі слідами тортур, такими, що їх не завжди вдавалося впізнати. Місцеві жителі говорили вже тоді, що все це пов'язано з золотопереробним заводом. Особливістю даних вбивств і зникнень було те, що жертвами ставали люди абсолютно різних верств населення — від процвітаючих комерсантів до звичайних робітників і військовослужбовців. Незабаром в Касимові і його околицях зазвучали постріли. Жертвами, як і раніше, ставали різні люди. У зв'язку з надзвичайною ситуацією в Касимові було вирішено провести перевірку на заводі, проте фактів зникнення золота виявлено не було. Але в 1994 році в Нижньому Новгороді були заарештовані Олексій Агапов і Сергій Сбітнєв, при яких знаходився кілограмовий злиток промислового золота. Було встановлено, що цей злиток повинен був знаходитися на Касимовському заводі, з якого ніколи не пропадало ні міліграма золота. Але слідчих буквально потрясли визнання Агапова і Сбитнєва: виявилося, що крім вилученого кілограма, вони продали раніше ще 22 кілограми золота. Для країни, в якій ще кілька років тому за розкрадання кількох грамів дорогоцінних металів засуджували до розстрілу, це була справа особливої державної важливості. Ситуація в Касимові стала приводом для розгляду на Особливою Колегії МВС. Була створена слідча бригада, до якої підключилися Прокуратура РФ і ФСБ. Була знову проведена ретельна перевірка на заводі, і знову все зійшлося до міліграма.
На заводі були проведені масові ретельні обшуки. Нарешті в одному з підсобних приміщень знайшли робочу рукавицю, набиту золотими злитками. Ситуація в Касимові складалася напружена. У Касимові з'явилися представники ряду московських кримінальних угрупувань — солнцевські, подільські а також рязанська слоновська банда. Вбивства слідували один за одним. На чорні ринки Прибалтики, Молдови і Туреччини спостерігався масовий наплив російського золота.
Було вирішено провести на заводі масові арешти. Робочі заарештовувалися цілими змінами. У крадіжці викривалися передовики виробництва, кавалери медалей «За трудову відзнаку», довірені люди директора заводу, і навіть тренер заводської футбольної команди. В результаті безпрецедентної в новітній історії Росії операції було заарештовано понад 100 робітників і службовців заводу. Потім пройшли масові арешти серед військових. Було заарештовано понад 50 офіцерів, прапорщиків і контрактників.
Показання заарештованих дозволили вийти на останню ланку в кримінальній ланцюжку — кримінальні угруповання. До того моменту в Касимові сформувалися дві потужні банди — Андрія Єфремова на прізвисько «Єрофій» і Віталія Курбатова на прізвисько «Курбат». Між ними йшла запекла війна. Але незадовго до наміченого затримання Єфремова біля гаража був знайдений його труп з простреленою головою. Всі підозри падали на Курбата. На сходці касимовских авторитетів було прийнято рішення: здати «беспредельщика» Курбатов міліції, що і було зроблено через неодноразово судимого Михайла Панкова на прізвисько «Міша Нога». Курбатов був заарештований, але свідчення давати відмовився. Після його арешту розкішний будинок Курбата перейшов у власність «Ощадбанку Росії». Незабаром прокотилася хвиля арештів у середовищі кримінальних авторитетів. Виявилося, що плавильщик Микола Кліщів на прізвисько «Академік» створив унікальну схему, по якій під час плавки можна було красти стільки золота, скільки в процесі додавалося зайвої міді. Правда, до суду Кліщів не дожив — Курбат розправився з ним, так як він став працювати на Єрофія.
Слідчих потряс розмах діяльності золотих «несунів». Рекорд в крадіжці золота поставив майор Сергій Марченко, за раз зумів винести під своїм бушлатом близько 30 кілограмів чистого золота, яке ніс кілька кілометрів. Фірмовим способом поділу золота було розрубування його на шматки сокирою. Потрясли слідчих і нехитрі свідчення ще одного з робітників заводу — не знайшовши покупця на п'ять кілограмів срібла, вкрадених із заводу, він безжально втопив їх в Окі. Розмах судових слухань не має аналогів в російській історії. Більше 120 чоловік було засуджено звичайним судом, ще 54 — військовим трибуналом. Максимальну міру покарання — довічне позбавлення волі — отримав Віталій Анатолійович Курбатов 1963 року народження, його спільники отримали до 25 років позбавлення волі. Жертвами кримінальної війни стали понад 50 осіб. Після судових процесів, з січня 1997 року на заводі не виявлено жодної крадіжки золота, правда, невідомо, наскільки можна цьому вірити

## Населення
- 1910 — 17,000
- 2000 — 38,000

Татарське населення Касимова:
- 1910 — 1,000—2,000
- 2000 — 500

## Історичні будівлі
- Кам'яна мечеть (XVIII–XIX ст.) із мінаретом (1467 р.)
- Мавзолей Шах-Алі хана (1555 р.)
- Мавзолей Афган-Мухаммад хана (1658 р.)
- Богоявленська церква. 1696–1700 рр. із дзвіницею початку XIX ст.
- Микольська церква колишнього Микольського монастиря. 1700–1705 рр. Дзвіниця 1867 р. Іконостас XVIII ст.
- Благовіщенська церква. 1740 р. Дзвіниця та приділи — 1867–1868 рр.
- Успенська церква. 1756–1775 рр., із пізнішими прибудовами.
- Троїцька церква. 1753–1772 рр. Бароко.
- Іллінська церква. 1820–1848 рр., класицизм.

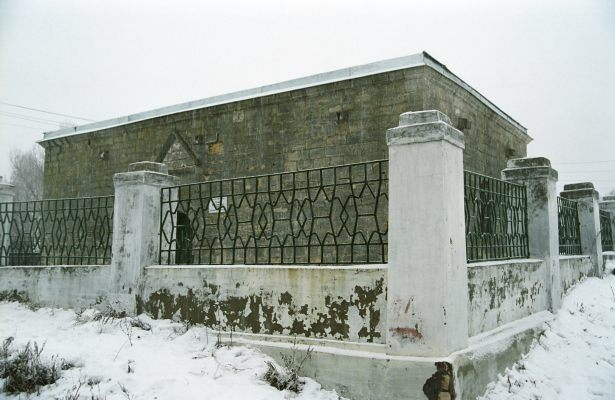
Мавзолей Шах-Алі хана (1555 р.)
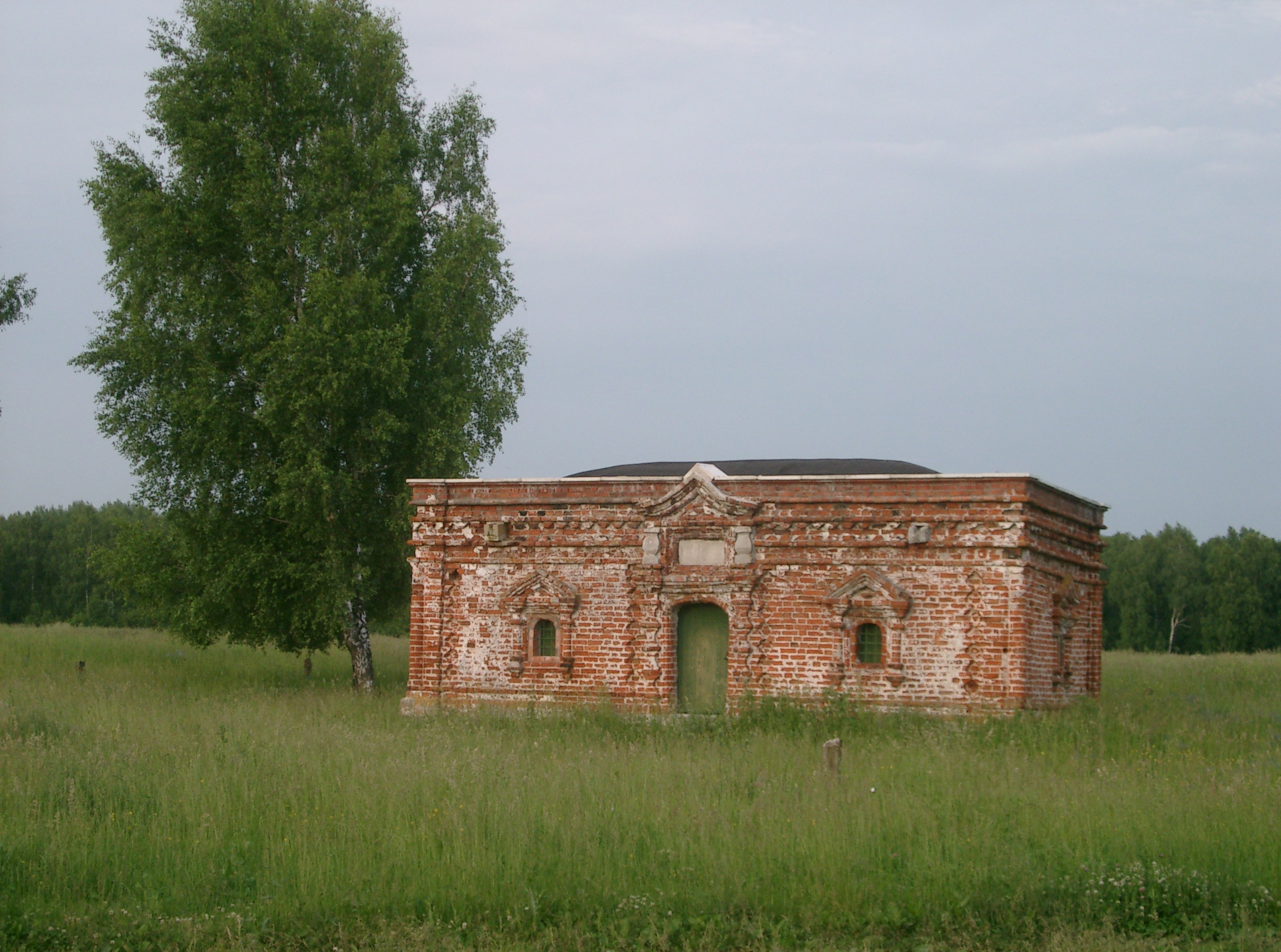
Мавзолей Афган-Мухаммад хана (1658 р.)
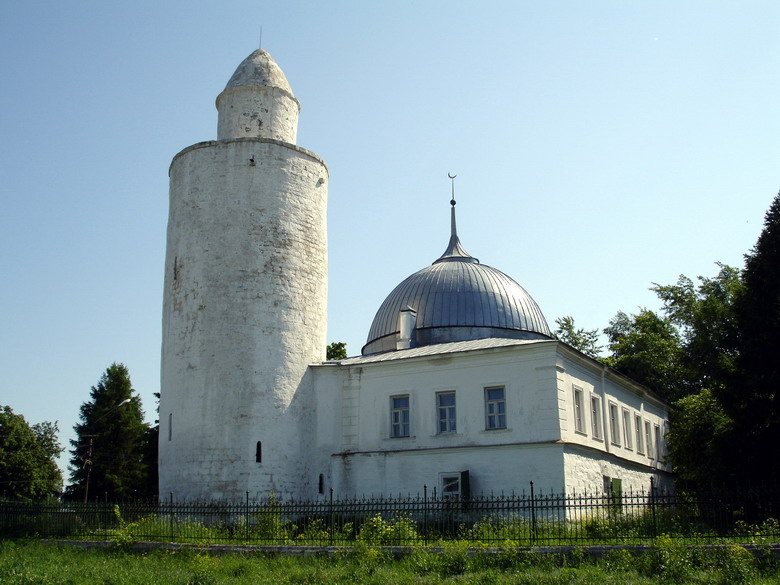
Мечеть (XV - XIX ст.)
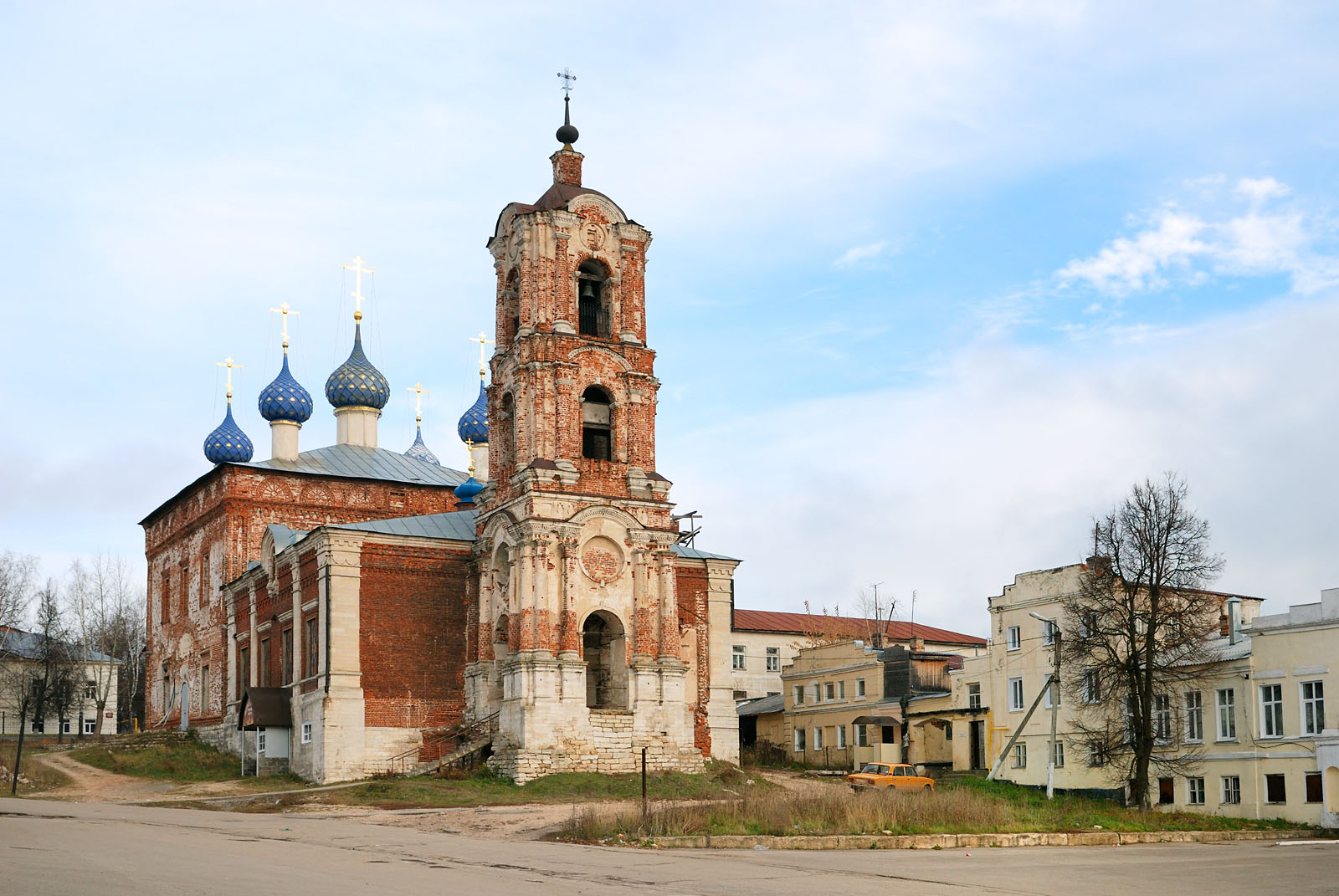
Успенська церква. 1756 - 1775 рр.